# Ping’an

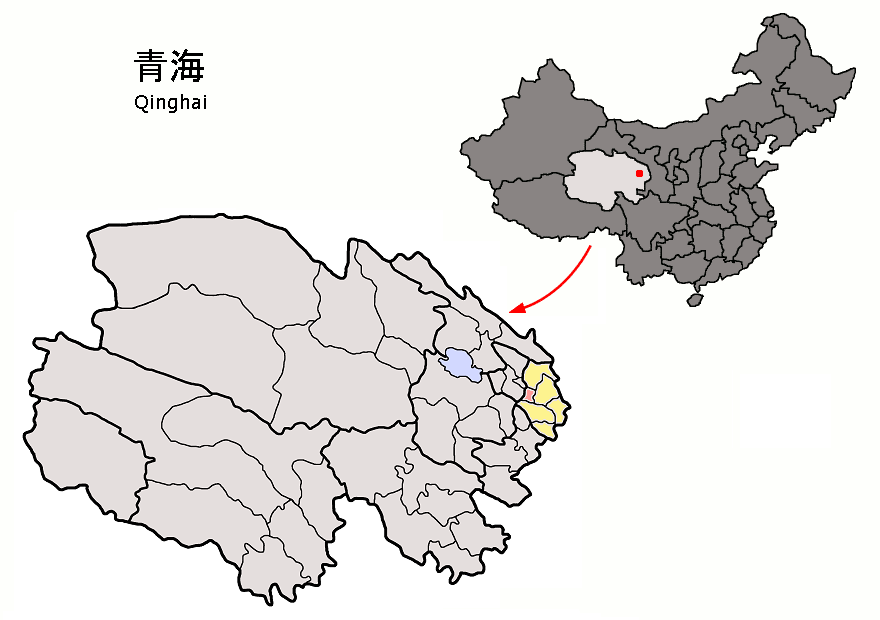
Lage von Ping’an (rosa) in der Stadt Haidong (gelb), Provinz Qinghai

Ping’an (chinesisch 平安区, Pinyin Píng’ān Qū) ist ein Stadtbezirk der bezirksfreien Stadt Haidong im Osten der Provinz Qinghai in der Volksrepublik China. Er hat eine Fläche von 737,8 km² und zählt 117.883 Einwohner (Stand: Zensus 2020). Sein Hauptort ist die Großgemeinde Ping’an.
In Ping’an liegt das Dorf Taktser, der Geburtsort des XIV. Dalai Lama, Tendzin Gyatsho.

## Administrative Gliederung
Auf Gemeindeebene setzt sich Ping’an aus drei Großgemeinden und fünf Nationalitätengemeinden der Hui zusammen. Diese sind:
- Großgemeinde Ping’an 平安镇
- Großgemeinde Xiaoxia 小峡镇
- Großgemeinde Sanhe 三合镇
- Gemeinde Hongshuiquan der Hui 洪水泉回族乡
- Gemeinde Shihuiyao der Hui 石灰窑回族乡
- Gemeinde Gucheng der Hui 古城回族乡
- Gemeinde Shagou der Hui 沙沟回族乡
- Gemeinde Bazanggou der Hui 巴藏沟回族乡

## Ethnische Gliederung der Bevölkerung (2000)
Beim Zensus im Jahr 2000 hatte Ping’an 106.866 Einwohner.
| Name des Volkes | Einwohner | Anteil  |
| --------------- | --------- | ------- |
| Han             | 81.668    | 76,42 % |
| Hui             | 18.689    | 17,49 % |
| Tibeter         | 4.980     | 4,66 %  |
| Tu              | 812       | 0,76 %  |
| Mongolen        | 301       | 0,28 %  |
| Salar           | 162       | 0,15 %  |
| Manju           | 94        | 0,09 %  |
| Dong            | 65        | 0,06 %  |
| Tujia           | 28        | 0,03 %  |
| Zhuang          | 21        | 0,02 %  |
| Dongxiang       | 13        | 0,01 %  |
| Miao            | 12        | 0,01 %  |
| Sonstige        | 21        | 0,02 %  |